# Jassargus ukrainicus
Jassargus ukrainicus är en insektsart som beskrevs av Logvinenko 1961. Jassargus ukrainicus ingår i släktet Jassargus och familjen dvärgstritar. Inga underarter finns listade i Catalogue of Life.